# Stara Kuźnia (zespół muzyczny)
Stara Kuźnia, szantowy zespół muzyczny, pochodzący z Węgrowa. Grupa została założona na początku 1997 roku.
Działa w składzie:
- akordeon: Kacper Stalewski,
- wokal: Grzegorz Ostrowski, Patryk Bałdyga, Mariusz Panufnik,
- gitara, wokal: Maciej Szczepanik,
- gitara basowa: Krzysztof Rosochacki.

Liderem zespołu jest Grzegorz Ostrowski. W większości muzykę pisał Artur Chudź.
Śpiewają szanty klasyczne, pieśni kubryku oraz utwory autorskie. Pierwszy poważny występ przed publicznością miał miejsce w Węgrowie (rodzinnym mieście większości członków zespołu) podczas Shantynocki ’97.
Wzięli udział w wielu festiwalach w całej Polsce, m.in. w Giżycku, Węgorzewie, Gdańsku i Charzykowach.
Największym sukcesem grupy było pierwsze miejsce na festiwalu Shanties '98, gdzie zaprezentowali piosenkę z tekstem Jadwigi Zgliszewskiej, „Zagubieni żeglarze”. Rok później, na Shanties ’99 ukazała się ich kaseta, „Zagubieni żeglarze”, wydana przez Fundację „HALS”. Następnie ukazała się płyta.
Zespół może pochwalić się kilkoma ważniejszymi osiągnięciami:
- Pierwsze miejsce i nagroda publiczności na "Szantach w Giżycku '97"
- Pierwsze miejsce i nagroda Burmistrza na Mińskich Spotkaniach z Piosenką Turystyczną "Tramp'97" w Mińsku Mazowieckim
- Nagroda Prezesa Polskiego Związku Żeglarskiego na Festiwalu Shanties '98
- Druga nagroda i nagroda publiczności na "KOPYŚCI '98" w Białymstoku
- Pierwsza nagroda na festiwalu "KUBRYK '98"
- Pierwsza nagroda na III OTWARTYCH SPOTKANIACH Z SZANTAMI "SZUWARY '98" w Węgorzewie
- Pierwsza nagroda na "WĘGOSZANTACH '98"